# Andreas Dörpinghaus
Andreas Dörpinghaus (* 1967) ist ein deutscher Pädagoge und Professor für Systematische Bildungswissenschaft an der Universität Würzburg.

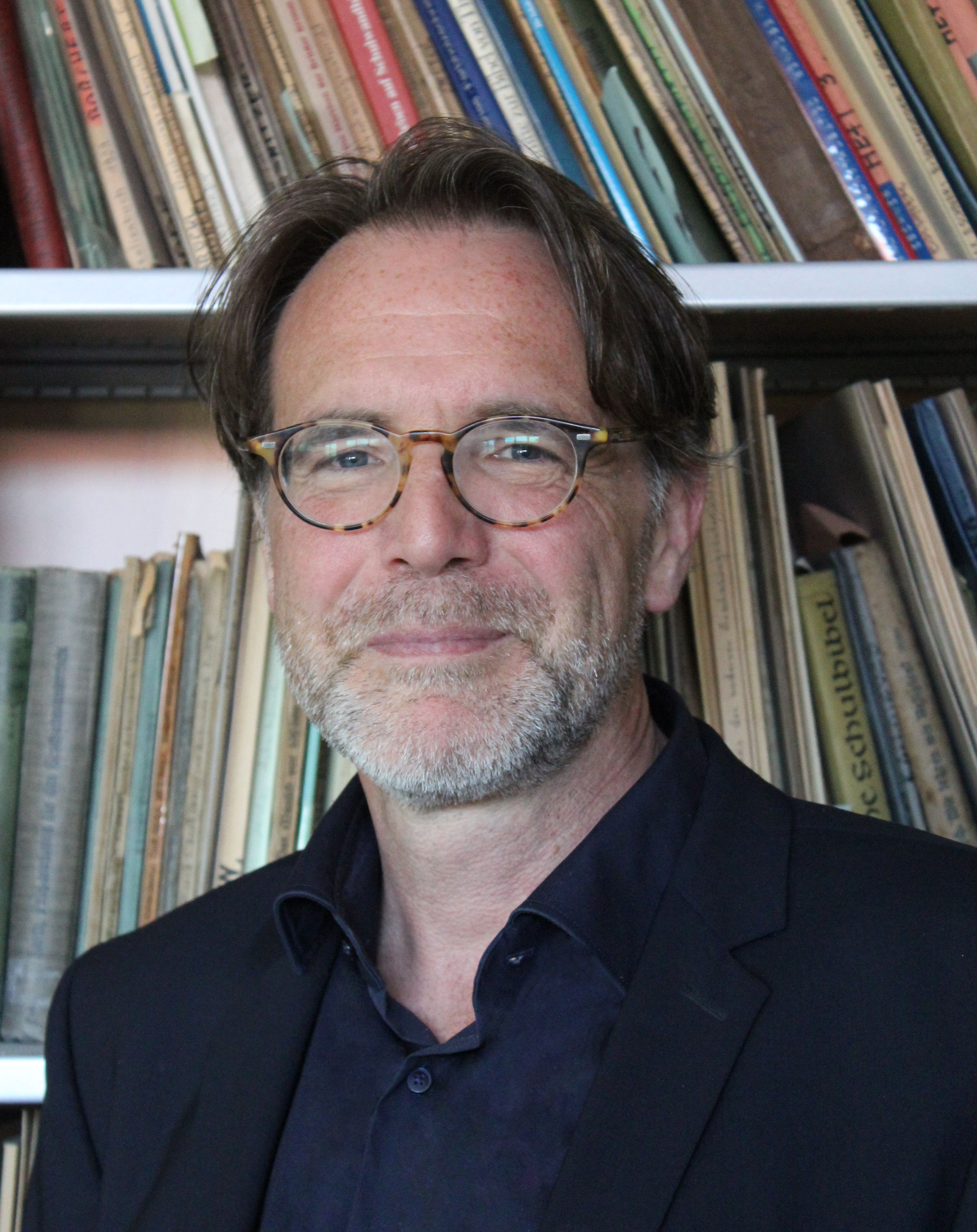
Andreas Dörpinghaus 2020

## Leben
Dörpinghaus studierte die Fächer Pädagogik, Germanistik, Philosophie und Geschichte an den Universitäten Duisburg, Düsseldorf und Essen. 1997 erschien seine Dissertation Mundus pessimus. Über den philosophischen Pessimismus Arthur Schopenhauers. Im Jahr 2000 habilitierte er mit einer Schrift zur Logik der Rhetorik.
Bis 2005 war Dörpinghaus Hochschuldozent an der Universität Duisburg-Essen. Anschließend vertrat er bis 2007 den Lehrstuhl für Pädagogik II an der Julius-Maximilians-Universität Würzburg.
2007 wurde er auf den Lehrstuhl für Allgemeine Erziehungswissenschaft (ehem. Lehrstuhl für Pädagogik II) der Universität Würzburg berufen, der 2012 in Lehrstuhl für Systematische Bildungswissenschaft umbenannt wurde.
Seine Forschungsschwerpunkte liegen in den Bereichen Bildungsphilosophie, Bildungsgeschichte, Phänomenologie und Hermeneutik-Rhetorik, Zeitphilosophie sowie Bildung für nachhaltige Entwicklung. Daneben beschäftigt er sich mit kultureller und interkultureller Bildung, Archivpädagogik und Medienphilosophie.
Andreas Dörpinghaus war geschäftsführender Vorstand des Instituts für Pädagogik, von 2013 bis 2019 Dekan der Fakultät für Humanwissenschaften und von 2019 bis 2021 Senator der Universität Würzburg. Seit 2014 ist er wissenschaftlicher Leiter und Projektsprecher des interdisziplinären Lehrprojekts Globale Systeme und Interkulturelle Kompetenzen (GSIK) der Universität Würzburg. Außerdem ist er wissenschaftlicher Beirat des Philologenverbandes, der Comenius-Gesellschaft und der Forschungsstelle Historische Bildmedien.
Der Würzburger Universitätsrat wählte Dörpinghaus zum 1. April 2021 mit einer Amtszeit von drei Jahren zum Vizepräsidenten der Universität. In dieser Funktion ist er für das Ressort „Studium, Lehre und Qualitätsmanagement“ zuständig. Zum 1. April 2024 wurde er für eine weitere Amtszeit wiedergewählt.

## Schriften
- Hrsg. mit Aleida Assmann: Ausgesetzte Zeiten. Nachdenken über den Lauf der Dinge. Wissenschaftliche Buchgesellschaft (WBG), Darmstadt 2022, ISBN 978-3-8062-4306-2
- Hrsg. mit Karl-Heinz Lembeck: Sehen als Erfahrung. Verlag Karl Alber, Freiburg u. München 2020, ISBN 978-3-495-49141-6
- mit Ina-Katharina Uphoff: Grundbegriffe der Pädagogik. 4. Aufl., Wissenschaftliche Buchgesellschaft, Darmstadt 2015, ISBN 978-3-534-23801-9.
- Hrsg. mit Barbara Platzer, Ulrike Mietzner: Bildung an ihren Grenzen. Zwischen Theorie und Empirie. Wissenschaftliche Buchgesellschaft (WBG), Darmstadt 2015, ISBN 978-3-534-25717-1
- mit Ina-Katharina Uphoff: Die Abschaffung der Zeit: Wie Bildung verhindert wird. Wissenschaftliche Buchgesellschaft (WBG), Darmstadt 2012, ISBN 978-3-534-23507-0.
- Hrsg. mit Andreas Nießeler: Dinge in der Welt der Bildung – Bildung in der Welt der Dinge. Würzburg: Königshausen u. Neumann 2012, ISBN 978-3-826-04635-3.
- Hrsg. mit Andreas Poenitsch, Lothar Wigger: Einführung in die Theorie der Bildung. 4. Aufl., Wissenschaftliche Buchgesellschaft, Darmstadt 2012, ISBN 978-3-534-25338-8.
- Auf dem Weg zum gelingenden Leben. Tugenderziehung und gesellschaftliche Ordnung. In: Dt. Hochschulverband (Hrsg.): Glanzlichter der Wissenschaft 2011. Ein Almanach. Lucius & Lucius, Stuttgart 2011, ISBN 978-3-8282-0552-9.
- Bildung – Plädoyer wider die Verdummung. Erweiterte Fassung. In: Dt. Hochschulverband (Hrsg.): Glanzlichter der Wissenschaft 2009. Ein Almanach. Lucius & Lucius, Stuttgart 2009, ISBN 978-3-828-20488-1.
- Hrsg. mit Karl Helmer: Ethos – Bildung – Argumentation. Königshausen u. Neumann, Würzburg 2006, ISBN 978-3-826-03528-9.
- Hrsg. mit Karl Helmer: Topik und Argumentation. Königshausen & Neumann, Würzburg 2004, ISBN 3-8260-2779-5.
- Logik der Rhetorik. Zur Theorie einer argumentativen Verständigung in der Pädagogik. Königshausen und Neumann, Würzburg 2002, ISBN 978-3-826-02285-2.
- Hrsg. mit Karl Helmer: Rhetorik  – Argumentation – Geltung. Würzburg: Königshausen u. Neumann 2002, ISBN 978-3-826-02384-2.
- Hrsg. mit Gabi Herchert: Denken und Sprechen in Vielfalt. Bildungswelten und Weltordnungen diesseits und jenseits der Moderne. Würzburg: Königshausen u. Neumann 2001, ISBN 978-3-826-02110-7.
- Hrsg. mit Karl Helmer: Zur Theorie der Argumentation in der Pädagogik. Würzburg: Königshausen u. Neumann 1999, ISBN 978-3-826-01576-2.
- Mundus pessimus. Untersuchungen zum philosophischen Pessimismus Arthur Schopenhauers. Königshausen und Neumann, Würzburg 1997, ISBN 3-8260-1343-3.